# بيت العدلاني (الشغادرة)

تعديل مصدري - تعديل

بيت العدلاني هي إحدى قرى عزلة المسواح بمديرية الشغادرة التابعة لمحافظة حجة، بلغ تعداد سكانها 216 نسمة حسب تعداد اليمن لعام 2004.